# Rhein-Main-Center
Das Rhein-Main-Center ist ein 84 Meter hohes Bürohochhaus in Frankfurt am Main. Es steht im Stadtteil Westend-Süd an der Südseite der Bockenheimer Landstraße. Das Gebäude wurde 1969 erbaut und war damals das zweithöchste Gebäude der Stadt nach dem Büro Center Nibelungenplatz (heute City Gate). 1991 erfuhr das Haus eine umfassende Sanierung, in deren Rahmen es eine Fassade im Stil der Postmoderne sowie in den beiden Schmuckgiebeln je eine großformatige Uhr mit rundem Ziffernblatt erhielt.